# Casa Albert Moliner
La Casa Albert Moliner, o Casa Vidal i Folquet, és un edifici del municipi de Vilafranca del Penedès (Alt Penedès) protegit com a bé cultural d'interès local. L'any 1896 Santiago Güell va fer el projecte de reforma de la façana.

## Descripció
La Casa Moliner, que ocupa un extrem sencer d'illa, fa cantonada amb els carrers del Raval de la Font i el de Sant Sebastià. Presenta tres cares a l'exterior i la quarta fa de mitgera. Consta de planta baixa, entresòl i dos pisos. Té una torratxa circular amb merlets i que fa xamfrà, de planta baixa i tres pisos. Hi ha cobertes de teula àrab i terrats. Les característiques formals de l'obra es troben dins del llenguatge eclèctic.